# Joseph Perier
Pour les articles homonymes, voir Périer.
Pour les autres membres de la famille, voir Famille Casimir-Perier.
André-Jean-Joseph Périer (28 novembre 1786 à Grenoble - 18 décembre 1868 à Paris) est un banquier et homme politique français.

## Biographie
Fils de Claude Perier, il est banquier à Paris et régent de la Banque de France, de 1832 à 1868, y succédant à son frère Casimir.
Le 15 novembre 1832, il est élu député du 4e collège de la Marne, en remplacement du baron Louis qui avait opté pour un autre collège, par 106 voix (168 votants, 331 inscrits), contre 61 à M. de Salvandy. 
Il appartient constamment à la majorité conservatrice, fut réélu, le 21 juin 1834, par 203 voix (265 votants, 380 inscrits), contre 50 à M. de Férussac, puis, le 4 novembre 1837, par 156 voix (278 votants 443 inscrits), soutint la politique de Guizot qu'il suivit dans son opposition contre le ministère Molé, et obtint encore le renouvellement de son mandat : le 2 mars 1839, par 178 voix (345 votants) ; le 9 juillet 1842, par 285 voix (429 votants, 596 inscrits), contre 32 à Chambry; et le 1er août 1846, par 292 voix (523 votants, 728 inscrits), contre 223 à Terray. Il se prononça pour l'indemnité Pritchard et contre les motions de l'opposition. 
La Révolution française de 1848 met fin à sa carrière politique.